# 種子条例
種子条例（しゅしじょうれい）とは主要農作物の種子に関する条例。

## 概要
米、麦、大豆等の主要農作物の種子について道府県が品質の確保に努めて安定的な供給を行うために取り組む内容を規定している。
1952年に制定された主要農作物種子法では都道府県に対して公費で主要農作物の種子について生産や普及させることを規定していたが、2018年4月に法律が廃止されたことを受けて、行政の関与が薄まることによる種子の供給不安の懸念した農家や消費者らの要望により、従来通りの公費での主要農作物の種子の生産や普及させることを目的に条例が制定されている。
種子法廃止直前の2018年3月に新潟県で初めて種子条例を制定された（その後、2018年3月中に兵庫県と埼玉県で種子条例が制定され、3県の種子条例は種子法廃止と同時の2018年4月に施行されている）。その後も全国の道県で種子条例が制定されている。
種子法とは異なり、条例では各地の対象農作物が異なる例がある。長野県では対象の農作物として特産品のソバ等を加えている。北海道では小豆、エンドウ、インゲン、ソバが加えられている。

### 道県の条例
| 道県     | 条例名                                                     |
| -------- | ---------------------------------------------------------- |
| 北海道   | 北海道主要農産物等の種子の生産に関する条例                 |
| 岩手県   | 岩手県主要農作物等の種子等に関する条例                     |
| 宮城県   | 主要農作物種子条例                                         |
| 秋田県   | 秋田県主要農作物種子条例                                   |
| 山形県   | 山形県主要農作物種子条例                                   |
| 福島県   | 福島県奨励品種の優良な種苗の安定供給に関する条例           |
| 茨城県   | 茨城県主要農作物種子等条例                                 |
| 栃木県   | 栃木県奨励品種の優良な種苗の安定供給に関する条例           |
| 群馬県   | 群馬県主要農作物種子条例                                   |
| 埼玉県   | 埼玉県主要農作物種子条例                                   |
| 千葉県   | 千葉県主要農作物等種子条例                                 |
| 新潟県   | 新潟県主要農作物種子条例                                   |
| 富山県   | 富山県主要農作物種子生産条例                               |
| 石川県   | 石川県主要農作物種子条例                                   |
| 福井県   | 福井県主要農作物の品種の開発および種子の生産に関する条例   |
| 山梨県   | 山梨県主要農作物種子条例                                   |
| 長野県   | 長野県主要農作物及び伝統野菜等の種子に関する条例           |
| 岐阜県   | 岐阜県主要農作物種子条例                                   |
| 愛知県   | 主要農作物の品種の開発並びに種子の生産及び供給に関する条例 |
| 三重県   | 三重県主要農作物種子条例                                   |
| 兵庫県   | 主要農作物種子生産条例                                     |
| 鳥取県   | 鳥取県農作物種子条例                                       |
| 島根県   | 島根県農産物の種子及び種苗の安定的な確保に関する条例       |
| 広島県   | 広島県主要農作物等種子条例                                 |
| 山口県   | 山口県種苗条例                                             |
| 徳島県   | 徳島県主要農作物等種子条例                                 |
| 長崎県   | 長崎県主要農作物種子条例                                   |
| 熊本県   | 熊本県主要農産物の種子の生産及び供給に関する条例           |
| 宮崎県   | 宮崎県主要農作物等種子生産条例                             |
| 鹿児島県 | 鹿児島県主要農作物の種苗の安定供給に関する条例             |
| 沖縄県   | 沖縄県農作物種苗生産条例                                   |